# 北京市东直门中学
北京市东直门中学是位于北京市东城区北新桥街道的一所完全中学，为北京市示范性普通高中。
东直门中学始建于1935年，原名北平市市立第二女子中学，中华人民共和国建立后称为北京市第二女子中学，文革期间称为反修路中学，1980年更名为北京市东直门中学。截至2014年，该校总占地面积30497.95平方米（本校区25578.80平方米，南校区4919.15平方米），总建筑面积42184.68平方米（本校区37246.33平方米，南校区4938.35平方米）。

## 沿革

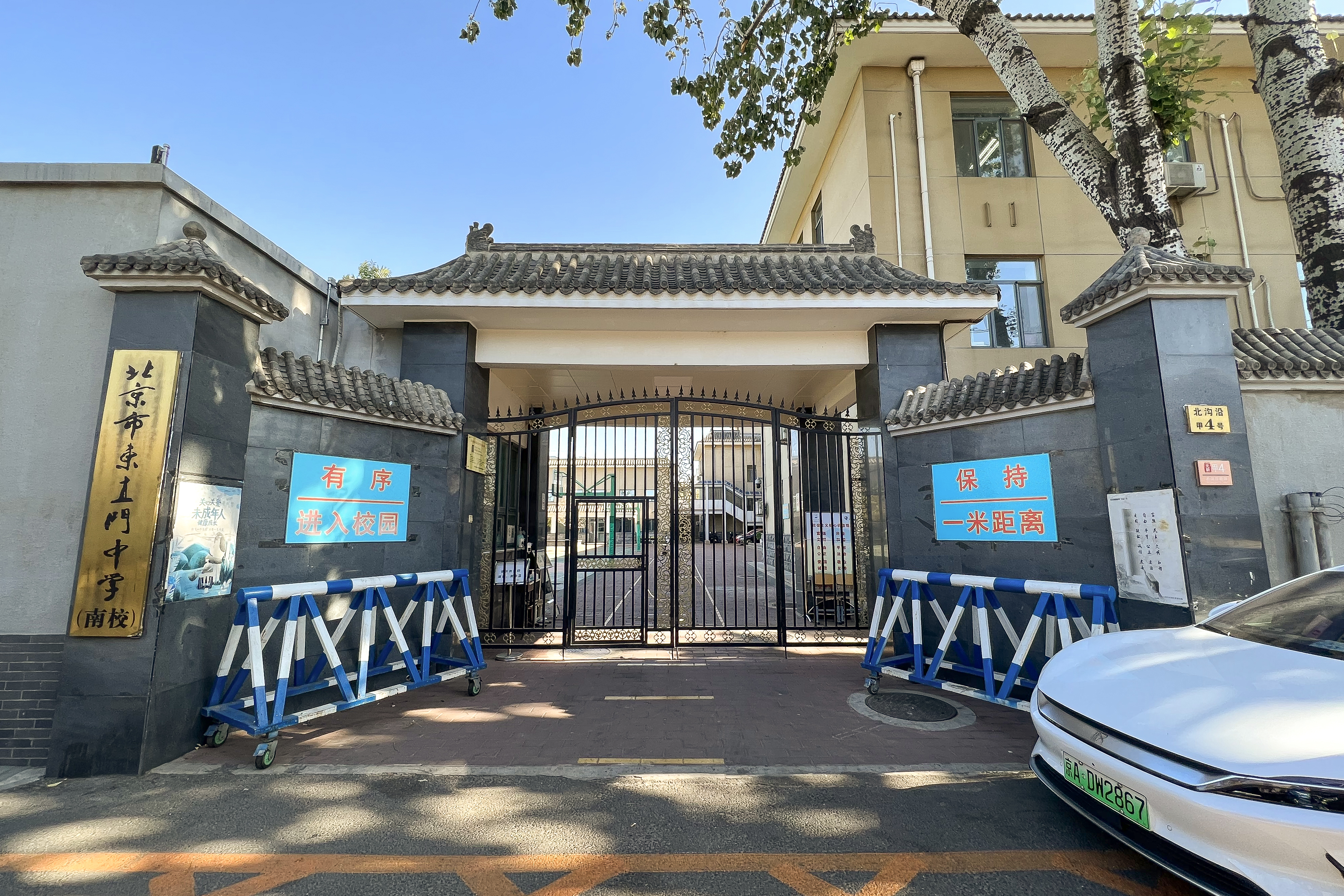
东直门中学南校，原为七十九中

1935年6月，北平市政府指令北平市社会局就国民党北平市党部所遗房屋开办能容12班的第二女子中学，并令第一女子中学扩充至12班以上，最初校址为宣武门内教育街1号国民党北平市党部。
1939年，北平女二中迁至地安门外东不压桥胡同20号，1946年迁往安定门内方家胡同6号（旧门牌，该校址为循郡王府）和净土胡同9号，1949年更名为北京市第二女子中学，1963年迁至苏联驻华大使馆东侧的东直门内北顺城街2号（即东直门中学现址）、民安胡同丁4号及净土胡同9号共三址。文革期间苏联驻华大使馆门前道路改名为反修路，文革结束后1980年改为东直门北中街，尽管中苏交恶70年代末仍未结束。
文化大革命期间，与苏联大使馆相距不远的北京女二中更名为北京市反修路中学，1968年成为男女混合校，1980年改为现名东直门中学。2001年，民安胡同丁4号校址在危改项目中被置换，净土胡同9号也于2009年10月被收回。
2002年7月，北京市第七十九中学并入东直门中学，原79中校址2009年8月挂牌为东直门中学南校。